# اجتثاث الترويس

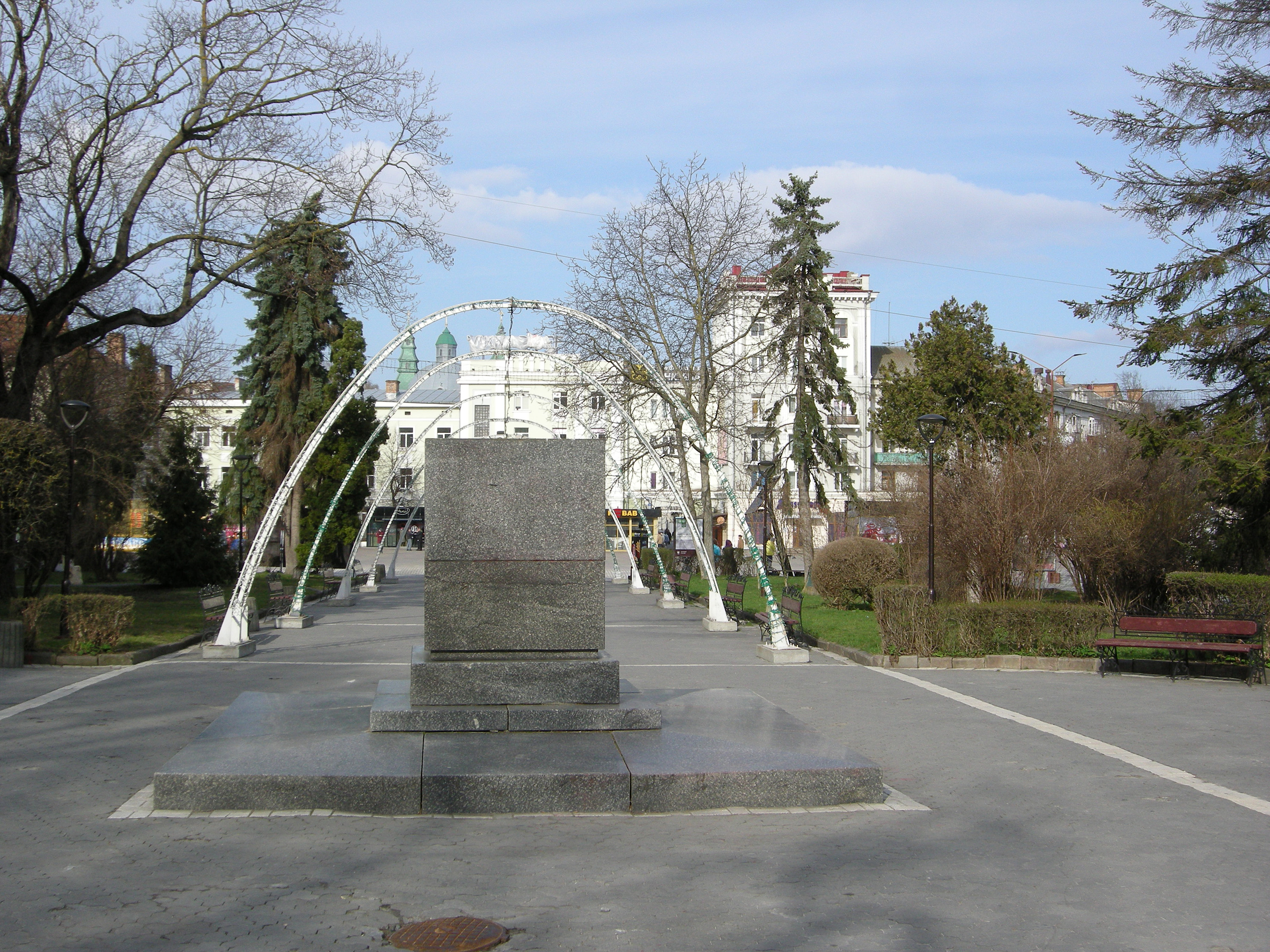
قاعدة فارغة لتمثال ألكسندر بوشكن بعد إزالته في تيرنوبيل، أوكرانيا.

اجتثاث الترويس (أو إزالة التأثير الروسي) هو عملية أو سياسة عامة متبعة في دول مختلفة، والتي كانت جزءًا من الإمبراطورية الروسية أو الاتحاد السوفيتي، أو في أجزاء معينة منهما، وتهدف إلى استعادة الهوية الوطنية للشعوب الأصلية، ويشمل ذلك لغتهم، وثقافتهم، وذاكرتهم التاريخية التي طمست بفعل الترويس. كذلك قد يشير المصطلح إلى تهميش اللغة والثقافة الروسيتين، وغيرها من سمات المجتمع الناطق بالروسية من خلال تعزيز اللغات والثقافات الأخرى، والتي عادةً ما تكون أصلية.

## عقب انهيار الاتحاد السوفيتي
شهدت نسبة وحجم السكان الروس تراجعًا ملحوظًا في معظم جمهوريات آسيا الوسطى وجنوب القوقاز، والتي كانت جزءًا من الاتحاد السوفيتي السابق، وذلك نتيجة الهجرة الجماعية، والتراجع الطبيعي في أعدادهم، والانفجار السكاني طويل الأمد بين الشعوب الأصلية التي بدأت في تعزيز وجودها داخل روسيا كعمالة مهاجرة. وبالتالي، شهدت طاجيكستان تراجعًا في عدد الروس خلال السنوات العشر الأولى من استقلالها من 400 ألف إلى 60 ألف شخص. وفي عام 2010، فقدت اللغة الروسية في الجمهورية مكانتها كلغة للتواصل ما بين الإثني. وتواصل الاجتثاث السريع للترويس في العديد من المدن والمناطق الأخرى في كازاخستان وآسيا الوسطى.
على سبيل المثال، تراجعت نسبة السكان الروس في مدينة أستانا من 54.5% إلى 24.9% خلال الفترة ما بين عام 1989 وعام 2009، وانخفضت في مدينة ألماتي من 59.1% إلى 33.2%، وفي مدينة بيشكك من 55.8% إلى 26.1%.

### الانتقال من الأبجدية الكريلية
تراجع عدد الدول التي تستخدم الأبجدية الكريلية بصورة رسمية منذ انهيار الاتحاد السوفيتي، وهو ما يمكن اعتباره أيضًا علامة على اجتثاث الترويس. إذ توقف استخدام الأبجدية الكريلية في كل من أذربيجان، ومولدوفا، وتركمانستان، وجزئيًا في أوزبكستان. أما في كازاخستان، فقد تقرر نقل اللغة الكازاخية من الأبجدية الكريلية إلى نظيرتها اللاتينية بصورة كاملة بحلول عام 2025.

## حسب البلد

### في تركمانستان
أغلقت جميع المدارس المخصصة للتعليم باللغة الروسية، وأرسل طلابها إلى المدارس التركمانية الموجودة في جميع أنحاء البلاد. وقلصت الحكومة التركمانية مدة تدريس اللغة الروسية إلى ساعة واحدة أسبوعيًا، وحظرت معظم وسائل الإعلام الناطقة باللغة الروسية، وحدت من إمكانية الوصول إلى المواد المكتوبة بالروسية في المكتبة الوطنية.

### في كازاخستان
استخدمت كازاخستان الحروف اللاتينية خلال الفترة الممتدة من عام 1929 حتى عام 1940، ثم اعتمدت الحروف الكريلية بموجب إصلاح صدر خلال الحقبة الستالينية. كانت البلاد قبل ذلك تستخدم الأبجدية العربية.
عقد برلمان كازاخستان جلسة استماع استُعرضت فيها مسودة الأبجدية الجديدة المعتمدة على الأحرف اللاتينية بتاريخ 28 سبتمبر عام 2017. كانت الأبجدية الجديدة ستتألف من 25 حرفًا. وقد قدم مدير مركز التنسيق والمنهجية لتطوير اللغة إيربول تليشيف، مسودة هذه الأبجدية، وكان قد أوضح أن الأبجدية جمِعت مع مراعاة نظام اللغة الكازاخية وآراء الخبراء. هذا وقال مدير معهد اللغويات، إردين كازيبيك، أن كل حرف من حروف الأبجدية سيعني صوتًا واحدًا، ولن يتضمن أحرفًا رسومية إضافية.
وقع الرئيس نور سلطان نزارباييف مرسومًا يقضي بنقل الأبجدية الكازاخية من الكريلية إلى اللاتينية بتاريخ 27 أكتوبر عام 2017. وتنص الوثيقة، التي نشرت في يوم 27 أكتوبر، على الانتقال التدريجي إلى الأبجدية اللاتينية بحلول عام 2025. كذلك وافق المرسوم على الأبجدية الجديدة.

### في مولدوفا
ضمت مولدوفا إلى الاتحاد السوفيتي تحت اسم جمهورية مولدوفا السوفيتية الاشتراكية بعد اتفاق مولوتوف-ريبنتروب ما بين الاتحاد السوفيتي وألمانيا النازية في عام 1940. أعيد تسمية لغة البلاد من «الرومانية» إلى «المولدوفية» بعد ذلك بفترة وجيزة، وتوقفت كتابتها بالأبجدية اللاتينية، وغيرت إلى الكريلية. ولم تلغَ هذه السياسة إلا في عام 1989، بعد مظاهرات حاشدة غلبت عليها المشاعر الوطنية. ينص دستور مولدوفا على أن اللغة الرومانية هي لغة البلاد الرسمية منذ الاستقلال، وهي اللغة الرسمية الوحيدة في مولدوفا اليوم. لا تزال اللغة الروسية مستخدمةً، ولكنها فقدت الأهمية التي كانت تتمتع بها إبان الحقبة السوفيتية، إذ أنها لا تتمتع بمكانة خاصة في البلاد، واستخدامها كلغة أم آخذ في التراجع منذ فترة من الزمن.

### في أوكرانيا
بدأ اجتثاث الترويس في أوكرانيا عقب انهيار الاتحاد السوفيتي في عام 1991، حين حازت أوكرانيا على استقلالها. بيد أنه كان لاجتثاث الشيوعية، وإنشاء اقتصاد رأسمالي قائم على السوق الحر، الأولوية خلال السنوات الأولى بعد الاستقلال. ومع ذلك، فإن عمليتي اجتثاث الترويس واجتثاث الشيوعية كانتا مرتبطتان ارتباطًا وثيقًا، وفي هذا الصدد، اتخذت بعض الخطوات الأساسية على نحو عفوي وغير منهجي. وبحلول عام 2022، كانت عملية اجتثاث الشيوعية في أوكرانيا قد اكتملت إلى حد كبير، مما أتاح تسخير مزيد من الطاقات نحو اجتثاث الترويس خلال الآونة الأخيرة. وقد تسارعت هذه العملية تسارعًا كبيرًا على إثر التصعيد الحاصل في الحرب الروسية الأوكرانية، التي بدأت مع الغزو الروسي لأوكرانيا في شهر فبراير من عام 2022.
على خلفية الغزو، بدأ اجتثاث الترويس بصورة جادة في أوكرانيا. إذ غيرت أسماء الشوارع، وهدمت النصب التذكارية الروسية السوفيتية في القرى والمدن. وشهدت مدن مثل لفيف، ودنبرو، وكييف، وخاركيف تغييرات عدة. وفي المقابل، أصبحت مدينة إيفانو فرانكيفسك أول مدينة في أوكرانيا مجردة تمامًا من الأسماء الروسية.
اعتبارًا من يوم 8 أبريل عام 2022، أظهر استطلاع للرأي أجرتها مجموعة ريتينغ السوسيولوجية أن نسبة الأوكرانيين الذين يدعمون مبادرة إعادة تسمية الشوارع وغيرها من المعالم التي تحمل أسماءً مرتبطةً بروسيا أو الاتحاد السوفيتي بلغ 76%.
وقع الرئيس فولوديمير زيلينسكي على القانون الأوكراني «بشأن إدانة وحظر الدعاية للسياسة الإمبريالية الروسية في أوكرانيا وتصفية الاستعمار من أسماء المواقع الجغرافية» بتاريخ يوم 21 أبريل عام 2023. نص هذا القانون على حظر استخدام أسماء الأماكن التي ترمز إلى روسيا أو تمجدها، والأفراد الذين شنوا عدوانًا على أوكرانيا (أو دولة أخرى)، وذلك بالإضافة إلى السياسات والممارسات الشمولية المرتبطة بالإمبراطورية الروسية والاتحاد السوفيتي، بما يشمل الأوكرانيين المقيمين في الأراضي الواقعة تحت احتلال روسيا.
تسارعت عملية اجتثاث الترويس في دول البلطيق نتيجة الغزو الروسي لأوكرانيا. وكان من التغييرات الجديرة بالذكر، قرار لاتفيا القاضي بجعل التعليم، في جميع المدارس العامة، باللغة اللاتفية حصرًا اعتبارًا من سبتمبر 2023. وسرعان ما حذت ليتوانيا وإستونيا حذوها. ومع أن سياسات تعزيز استخدام اللغة اللاتفية على حساب اللغة الروسية في البيئات التعليمية كانت موجودة في ما سبق، إلا أن هذه القواعد لم تطبق بصورة متسقة، فضلًا عن عدم خضوع المدارس للرقابة. ومن المقرر اعتماد جميع المدارس العامة في لاتفيا اللغة اللاتفية.

### في دول البلطيق
مرت دول البلطيق (ليتوانيا، ولاتفيا، وإستونيا) بعملية هدفت لاجتثاث الترويس منذ أن استعادت استقلالها عن الاتحاد السوفيتي في عام 1991. وقد أدى الاحتلال السوفيتي لدول البلطيق إلى ظهور أقلية إثنية روسية كبيرة، كان جل أعضائها لا يتحدثون سوى اللغة الروسية. وقد بدأت جهود اجتثاث الترويس بتحويل لغة الأعمال الرسمية من الروسية إلى اللغات البلطيقية المحلية، واسترجاع قوانين الجنسية والمواطنة التقليدية. ومع ذلك، وبالتوازي مع الوضع في أوكرانيا، فقد كرست هذه الدول جهودها لاجتثاث الشيوعية أكثر من اجتثاث الترويس خلال السنوات الأولى من استقلالها.